# Trochę przed wieczorem
Trochę przed wieczorem – singel Czerwonych Gitar wydany w 2014 roku. Singel jako jeden czterech promował płytę wydaną z okazji 50-lecia zespołu Jeszcze raz.
Autorem tekstu jest Łukasz Kleszowski, a muzyki Mieczysław Wądołowski. 

## Twórcy
- Autor tekstu: Łukasz Kleszowski
- Kompozytor: Mieczysław Wądołowski
- Śpiew: Arkadiusz Wiśniewski
- Perkusja: Jerzy Skrzypczyk
- Gitary elektryczne: Marcin Niewęgłowski, Mieczysław Wądołowski, Dariusz Olszewski